# 질베르 뒤 모티에 드 라파예트 후작
마리조제프폴로슈이브질베르 뒤 모티에 드 라파예트 후작(Marie-Joseph-Paul-Roch-Yves-Gilbert du Motier, Marquis de La Fayette, 1757년 9월 6일 ~ 1834년 5월 20일)는 프랑스의 사상가이자 장교로서 남부 프랑스 오베르뉴 레지옹의 오트루아르 주의 샤바니악 코뮌 출신 귀족이다. 미국 독립전쟁에 참가한 장군이며, 프랑스 혁명 중에는 국민위병의 지휘를 맡았다.
미국 독립전쟁에서 조지 워싱턴 휘하에서 대륙군을 지위한 주요 장군이었다. 브랜디와인 전투에서 부상당한 와중에도 성공적으로 부대를 철수시켰다. 로도스 아일랜드 전투에서도 탁월히 임무를 수행하였다. 전쟁 중반에, 프랑스로 돌아가 프랑스의 지지를 상승시켰다. 돌아온 후, 요크 타운 공략전에서 콘월리스의 부대를 봉쇄하였다.
1788년, 프랑스로 다시 되돌아간 후, 프랑스 귀족 의회에 의해 부름을 받아 프랑스 국고 문제에 대해 상의하였다. 라파예트는 귀족, 성직자, 평민의 세 신분의 대표자를 모으는 삼부회를 소집할 것을 제안하였다. 또한 프랑스 인권 선언의 초안과 결론을 작성하였다. 심각한 치안 상황 하에 국민위병의 최고 사령관으로서 임명되어, 프랑스 혁명 중에 국민위병의 기강을 유지하고, 시위대의 방화에 대응하는 등 국가의 질서를 잡기 위해 노력하였다. 이러한 행동은 결국 자코뱅 당에 의해 박해되는 구실이 되었다. 1792년 8월, 점점 급진적인 파벌들이 힘을 얻게 되자, 라파예트는 네덜란드 공화국을 통해 미국으로 망명을 시도하였으나, 오스트리아에 의해 잡혀 이후 5년 이상 수형 생활을 하게 된다.
1797년, 나폴레옹에 의해 감옥에서 풀려나 프랑스에 돌아왔다. 나폴레옹 정부에 참여하는 것을 거부하였나, 백일천하 중인 1815년에는 의회(Chamber of Deputies)에 등용되게 된다. 부르봉 왕정복고 중에는 자유주의적 성향으로 활동하였고, 죽을 때까지 그 지위를 보유하였다. 1824년, 미국의 제임스 먼로 대통령은 그에게 "국가적인 내빈"으로서 초청하여 방문을 권유하였고, 여행 중에 그는 미국의 24개 주를 전부 돌아보았다. 미국 독립전쟁 중에 그가 성취한 영광을 기려 미국 내의 많은 도시들과 기념물들이 그의 이름을 가졌다. 1830년, 프랑스 7월 혁명 중에, 프랑스의 지도자가 되라는 요청을 거부하였고, 그 대신에 입헌군주제에 도움을 달라는 제안을 받아들였다. 라파예트는 1834년 5월 20일 사망하였다. 그의 시신은 파리 픽푸스 묘지에 안장되었으며 조지 워싱턴의 묘지에서 가져온 흙 아래 묻혔다.
그는 생전에 미국 시민권을 수여받았고, 2002년에는 미국 명예 시민권을 받았다. 그가 미국과 프랑스에서 이룩한 성취로서 그는 "두 세계의 영웅 (Le héros des deux mondes)"으로 알려져있다.

## 가계

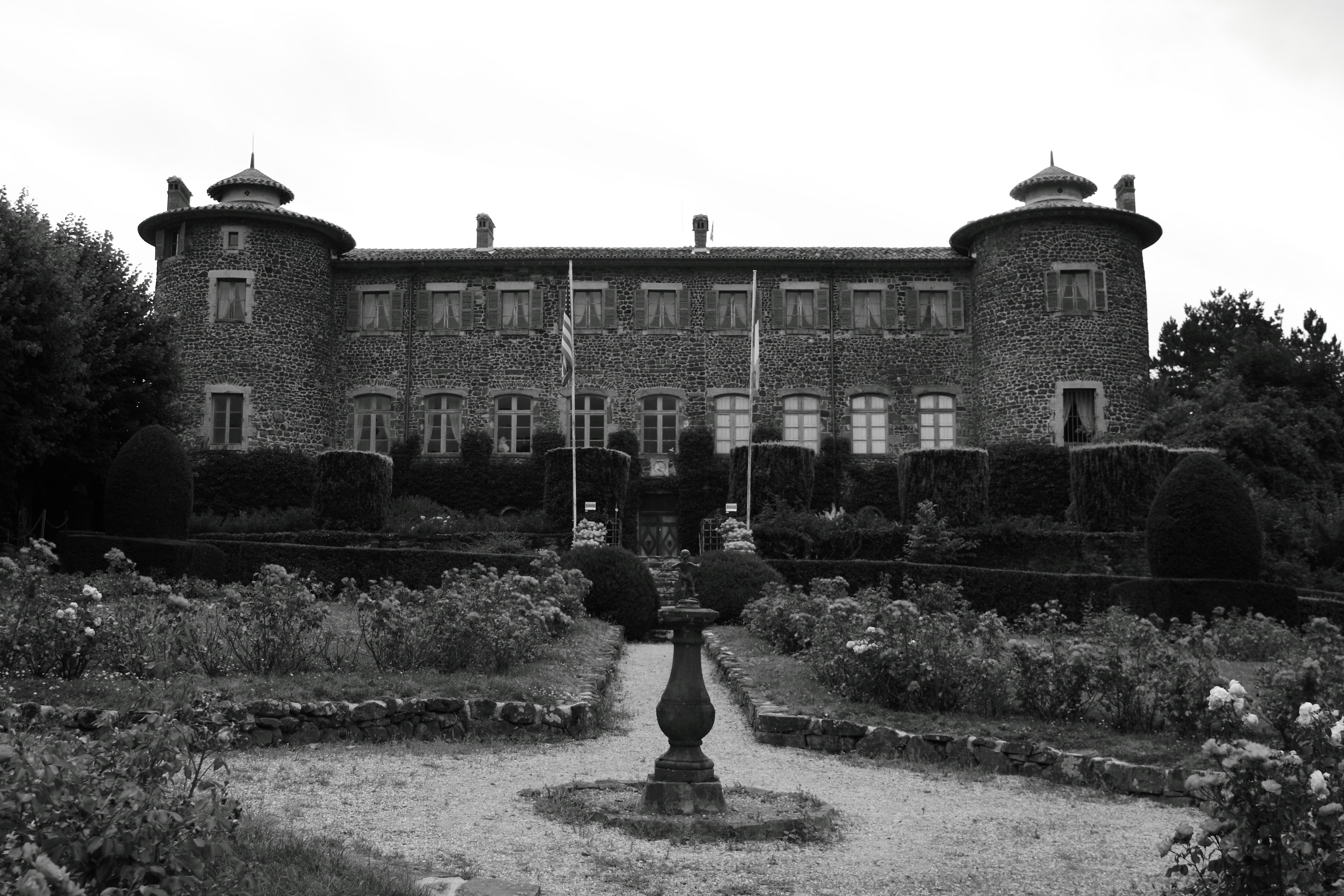
라파예트의 출생지인 샤바니악

라파예트는 1757년 9월에 태어났다. 그의 풀네임은 거의 사용되지 않았고, 보통 라파예트 후작 혹은 단순히 라파예트라고 호칭한다. 전기작가인 루이스 고트샤르크 (Louis R. Gottschalk)에 따르면 라파예트는 자신의 이름을 Lafayette 와 LaFayette 의 두 가지 스펠링으로 작성했다고 한다. 라파예트의 혈통은 오베르뉴의 가장 오래된 가문 중의 하나이다. 위험을 두려워하지 않는 것이 그 가문의 분위기였다. 라파예트의 선조인 길베르 드 라파예트는 오를레앙의 잔다르크의 부대에 소속되었었고, 그의 증조부는 왕실 근위대 소속이었다. 전설에 따르면, 그의 선조는 6차 십자군 전쟁 중에 왕좌에 올랐다고 한다. 라파예트의 삼촌은 오스트리아와의 전쟁 중에 전사하였고, 라파예트의 아버지에게 후작의 자리를 넘겨주게 되었다. 라파예트의 아버지는 웨스트팔리아의 민덴 전투에서 대포에 맞게 되고, 1759년 8월 1일에 전사한다. 그리하여, 라파예트가 샤바니악의 후작의 자리에 오르고, 재산은 어머니가 관리하게 된다. 라파예트의 어머니와 외할아버지는 차례로 1770년 4월 3일과 24일에 사망하고, 라파예트에게 25,000 리브르의 재산을 물려주게 된다. 삼촌의 사망이 이어져, 12살의 라파예트는 120,000 리브르의 연수입을 가져다주는 재산도 물려받는다.

## 프랑스에서 미국으로

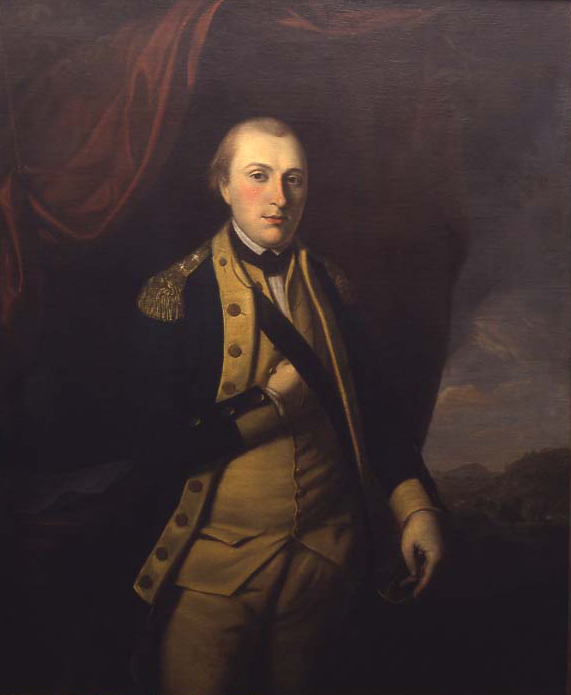
대륙군에서 소장으로 복무 중이던 시기의 질베르 뒤 모티에 드 라파예트

### 참전
1775년, 메츠에서의 군사 훈련에 참가하던 중 동부 사령관 드 브로이 후작으로부터 미국에서의 분쟁에 대해 듣게 된다. 그는 '내 마음이 이미 빼앗겼고 깃발 아래 참전하는 것만을 생각했다'라고 작성하였다. 라파예트는 가을에 파리로 돌아와 생각하는 그룹(sociétés de pensée) 에 참가하여 미국 독립전쟁에 프랑스의 참전에 대해 논의했다.
1776년 12월, 라파예트는 파리의 미국 대리인인 실라스 딘을 통해 미국의 장군 지위로 군사 의무를 수행할 것을 약속받았다. 1777년, 프랑스 정부는 샤를 그라비에 장관에 의해 미국에게 1백만 리브르의 재정 지원을 하는 계획을 세우는데, 드 브로이가 그에게 접촉하여 프랑스 장교를 지원하는 계획을 이야기하며 라파예트를 추천하였다.

### 미국으로 출발
라파예트는 대륙 의회가 항해 비용을 댈 돈이 없다는 걸 알고는, 라 빅토리에르 (La Victoire) 호를 스스로 구입하였다. 왕은 영국의 스파이들이 그의 계획을 발견하였기 때문에 공식적으로는 그의 출항을 금지하였고, 그의 대부가 복무하는 마르세유의 연대에 입대하라는 명령을 내렸다. 거부는 곧 감옥살이로 처벌받을 것을 의미했다. 영국 대사는 보르도에서 건조되는 라파예트의 배를 압류할 것을 주장했고, 라파예트는 붙잡힐 것을 두려워했다. 그는 에스파냐로 이동한 후, 1777년 4월 20일, 미국으로 출항한다. 여성으로 변장하였고, 프랑스에는 그의 임신한 아내를 남겨두었다. 배의 선장은 화물을 판매하기 위해 카리브 해에 잠시 입항할 계획이었으나, 라파예트는 붙잡힐 것을 두려워하여 중간에 섬들을 경유하지 않았다. 그는 1777년 7월 13일 사우스 캐롤라이나의 조지타운 근처의 노스 아일랜드에 내렸다.

## 미국 독립전쟁

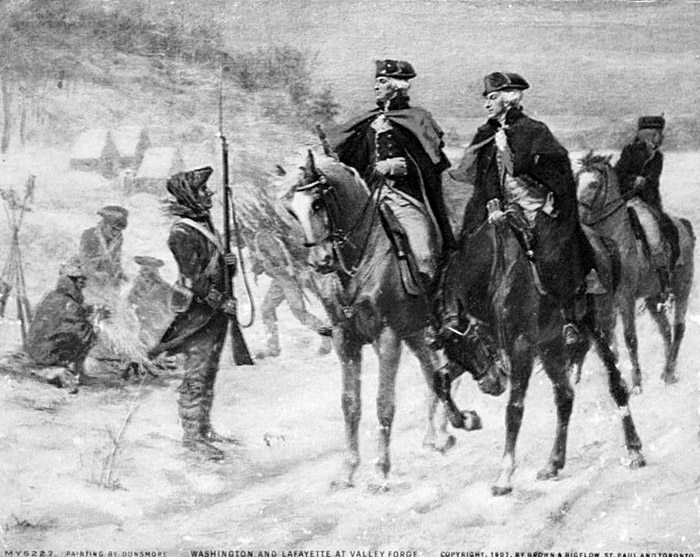
포지 계곡에서의 워싱턴과 라파예트

라파예트는 도착하여 벤자민 후거(Benjamin Huger)를 만났다. 그리고 2주 후에 필라델피아로 출발한다. 대륙 의회는 라파예트의 승인을 늦추는데, 지금까지 "프랑스에서 온 한탕주의자"들에게 너무 질려있었기 때문이었다. 하지만, 라파예트가 급료를 요구하지 않고 의무를 수행한다는 것을 알고난 후 1777년 7월 31일에 의회는 그를 소장(Major General)의 직위를 수여한다. 지휘할 부대를 받지 못했기 때문에, 거의 프랑스로 돌아가려고 하였다.
벤자민 프랭클린은 조지 워싱턴에게 라파예트를 받아들일 것을 권유하였고, 그것이 프랑스에게서 더 많은 도움을 가져올 수 있을 것이라 이야기하였다. 이에 조지 워싱턴은 승낙하며, 1777년 8월 10일 라파예트를 펜실베니아 벅 카운티의 몰란드 하우스에서 만난다. 워싱턴이 부대와 숙영지의 상태에 대해 부끄러워하는 모습을 보이자, 라파예트는 '저는 여기 배우러 왔습니다. 남을 가르치려고 온 것이 아닙니다.'라고 대답하였다. 라파예트 자신의 불분명한 위치와 여러 혼란에도 불구하고, 그는 워싱턴의 휘하가 될 수 있었다. 의회는 그를 명예직으로 취급하였으나, 라파예트는 자신을 완전한 장군으로서 생각하였고 때가 된다면 워싱턴이 자신에게 사단의 지휘권을 줄 것이라 믿었다. 그에게 워싱턴은 그가 이곳 사람이 아니기에 사단 지휘권을 줄 수는 없다고 말했으나, "친구이자 아버지"로서 그의 존재만으로 만족한다고 말했다.

### 브랜디와인, 올버니, 콘웨이 모략

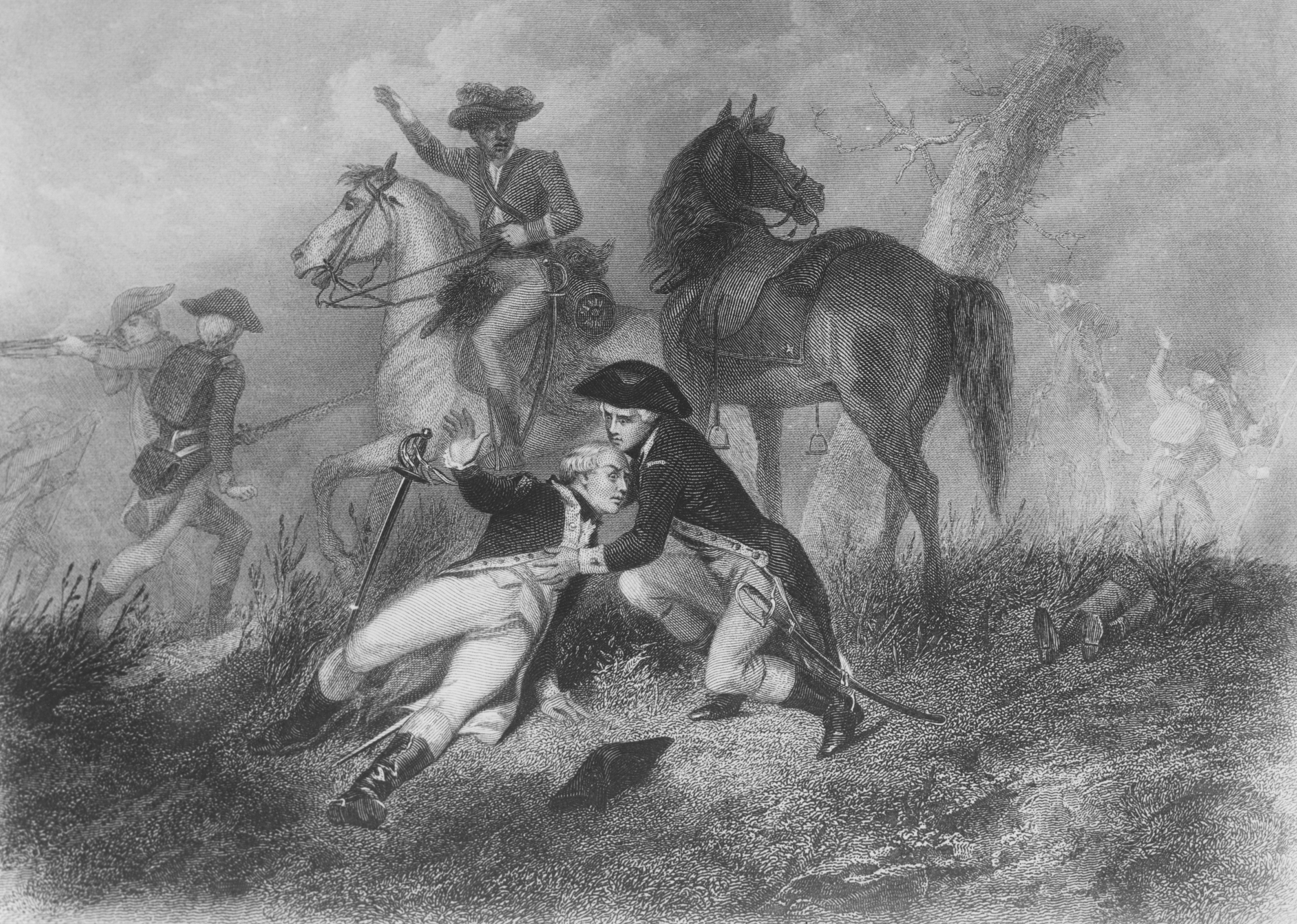
브랜디와인 전투에서 부상당한 라파예트

1777년 9월 11일, 라파예트는 브랜디와인에서 첫 번째 전투를 치렀다. 영국군이 미국군을 측면에서 포위하자, 워싱턴은 라파예트를 설리반 장군에게 보냈다. 도착 후, 라파예트는 토마스 콘웨이 여단장 휘하 제 3 펜실베니아 여단을 이끌고 진군하여 공격하였다. 영국 및 헤센의 강력한 부대와 조우하여 라파예트는 다리에 총상을 입었다. 미국군의 패퇴하는 중에 라파예트는 자신의 상처에도 불구하고, 부대를 규합하여 기강을 바로 잡아 보다 질서정연히 부대를 인솔하였다. 전투 끝에, 워싱턴은 그를 "용맹과 군인 근성"의 귀감으로 일컫고, 의회에 편지를 보내 일개 사단을 지휘하도록 추천하였다.
모라비아 교회에서의 2달 간의 회복 기간을 보내고 라파예트는 11월에 다시 전장으로 돌아왔고, 아담 스테판 소장의 사단의 지휘권을 인수받았다. 라파예트는 해당 사단의 300명의 병사를 이끌고, 뉴저지에서 영국군의 배치를 정찰하는 나다니엘 그린 장군의 임무를 도왔고, 1777년 11월 24일에는 미국군보다 숫적으로나 질적으로 우세한 헤센군을 뉴저지에서 물리쳤다.
그해 겨울, 그는 포지 계곡으로 돌아온다. 그곳에서 작전 본부의 호라시오 게이츠는 라파예트가 뉴욕 올버니의 군사를 이끌고 캐나다를 공격할 준비를 하라고 요청한다. 토마스 콘웨이는 워싱턴의 지위를 게이츠로 가져가길 바랐고, 게이츠는 사라토가 전투에서 성공적인 작전을 수행한 전과가 있었다. 그는 날조된 사실을 통해 콘웨이 모략이라 알려져있는 계략을 꾸몄는데, 이는 워싱턴과 그의 충성스런 지지자 중 하나인 라파예트의 사이를 갈라놓는 것이었다. 이에 의심을 한 라파예트는 진군하기 전에 워싱턴에게 자신의 의혹을 알렸다. 라파예트가 올버니에 도착했을 때, 그는 캐나다 정벌을 하기에는 터무니없이 적은 수의 병사가 있음을 알게 되었다. 그는 워싱턴에게 상황에 대해 보고하는 편지를 작성하였고, 다시 포지 계곡으로 돌아갈 준비를 한다. 출발하기 전에, 그는 카예우라(무시무시한 기수라는 뜻)라고 알려져있는 오네이다 부족을 대상으로 징집하였다. 포지 계곡에서, 그는 부족한 물자로 겨울에 캐나다 정벌 계획을 세운 작전 본부를 비난하였다. 대륙 의회는 그의 주장에 동의하여 게이츠를 작전 본부에서 경질한다. 그 동안, 1778년 3월에 미국과 프랑스 간의 조약은 정식으로 조인되었고, 프랑스는 공식적으로 미국 독립을 인정하였다.

### 배런힐, 먼마우스, 로도스 아일랜드

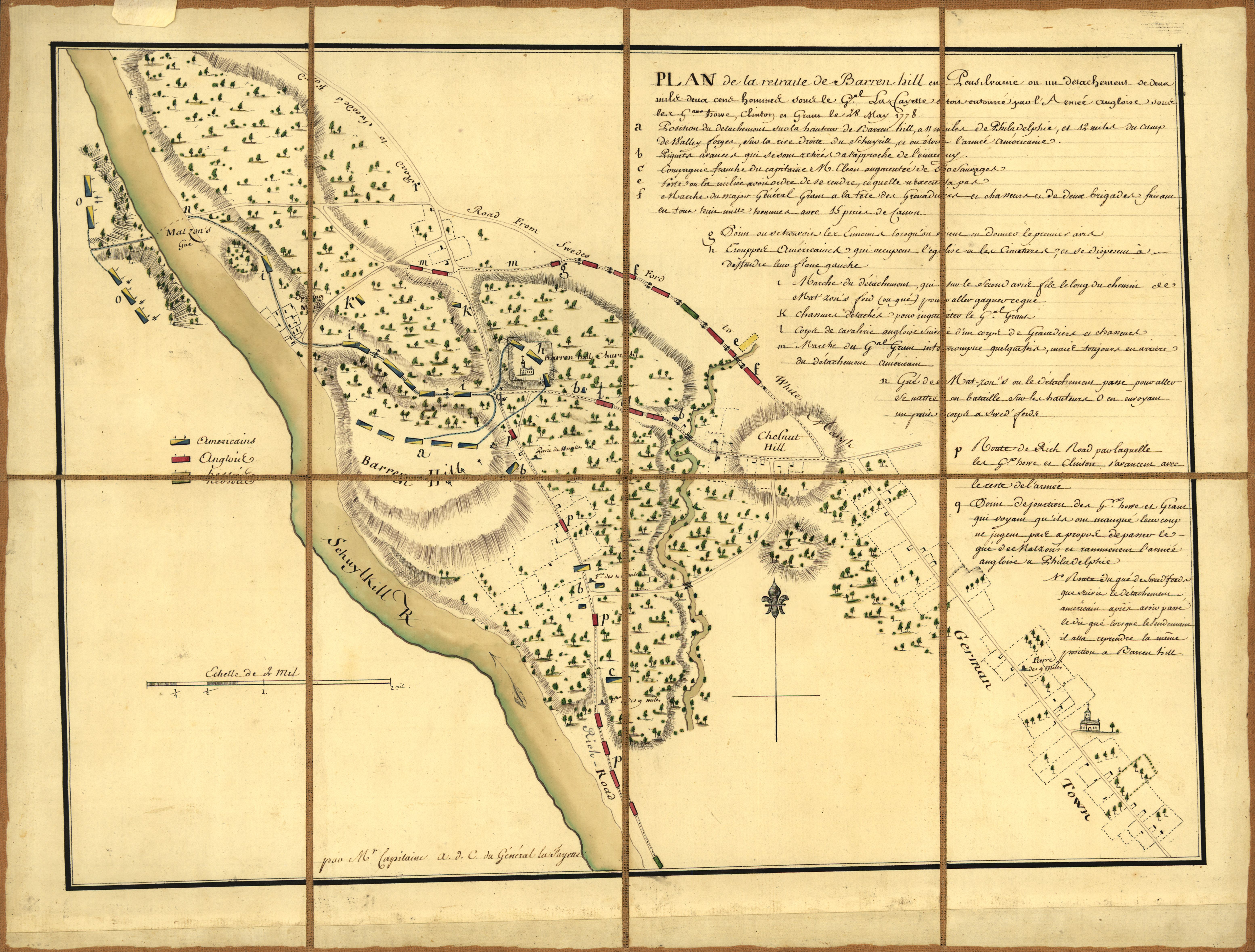
배런힐 전투

미국은 프랑스의 참전에 대한 영국군의 반응을 파악하고자 하였다. 1778년 5월 18일, 워싱턴은 라파예트에게 2,200명의 군사로 펜실베니아 배런힐 인근을 정찰하라는 임무를 내렸다. 다음날, 영국군은 라파예트가 인근에 숙영지를 편성한 것을 알게되었고 그를 붙잡고자 하였다. 5월 20일, 하우 장군은 6,000명 이상의 병사를 이끌고 라파예트의 좌측면을 공격하였다. 측면이 붕괴되었으나 영국군은 그 기회를 잡지 못했고, 라파예트는 전열을 재정비하여 퇴각한다. 숫적 열세를 만회하고자, 라파예트는 인근에 위치한 언덕인 배런힐로 이동하여, 그 위의 숲에서 기동하였고, 영국군에게 사격하였다. 그곳에서 라파예트의 전체 병력은 일제히 지반이 낮은 길을 통해 도망치는 것도 가능했고, 이어진 길을 통해 마슨스 포드를 가로질러 나갈 수 있었다. 이를 일정 주기를 두어 반복하였다.
라파예트를 잡지 못한 영국군은 그들의 진군을 멈추고 필라델피아에서 다시 뉴욕으로 돌아갔다. 라파예트를 비롯한 대륙군은 그들을 추격하여 뉴저지 먼마우스에서 교전한다. 먼마우스에서, 워싱턴은 찰스 리 장군에게 선공을 맡겼고, 7월 28일에 리 장군은 영국군 측면으로 기동하였다. 하지만, 전투가 벌어지자 그는 제대로 부대를 지휘하지 못했다. 라파예트는 워싱턴에게 자신을 전선에 보내달라고 설득했고, 그가 전선에 도착해보니 리 장군의 병사들은 후퇴 중이었다. 워싱턴은 병력을 모아 영국군의 두 차례 공격을 격퇴하였다. 날씨가 무척 무더웠기 때문에, 전투는 일찍 끝났고, 저녁에 영국군이 물러갔다.
1778년 7월 8일, 해군 제독 데스탕(d'Estaing)이 인솔하는 프랑스 함대가 미국에 도착했다. 로도스 아일랜드를 공략하기 위해, 워싱턴은 라파예트와 그린 장군의 3,000명의 병사와 프랑스 함대로 공격하였다. 라파예트는 프랑스-미국 연합군을 자신이 지휘할 것을 요청하였으나 거절당했다. 8월 9일, 미국군은 데스탕과의 상의없이 영국군을 공격하였다. 미국군이 데스탕에게 이제 내러갠싯 만에서 떠날 것을 요청하자, 데스탕은 거절하였고, 오히려 하우 장군이 지휘하는 영국군을 공격하였다. 이 공격은 영국 함대를 분산시켰으나, 프랑스 함대는 불어닥친 폭풍에 피해를 입었다.
데스탕은 함대 수리를 위해 북쪽에 위치한 보스턴으로 이동하였다. 함대가 도착했을 때, 보스턴 시민들은 그들이 뉴포트를 버리고 떠났다고 생각하여 폭동을 일으켰다. 존 핸콕과 라파예트가 신속히 상황을 진정시켰고, 라파예트는 뉴포트로 돌아가서 철수 준비를 수행하였다. 데스탕이 떠났기 때문에 이제 전투가 지속될 수 없었기 때문이다. 이러한 행동으로 인해, 라파예트는 대륙 의회로부터 "용감하고, 실력과 신중이 겸비된 자"로서 칭송받았다. 하지만 그는 보스턴 폭동이 프랑스-미국 연합에 대한 프랑스의 인식을 손상시켰음을 깨달았고, 프랑스로 복귀를 허락해줄 것을 요청하였다.

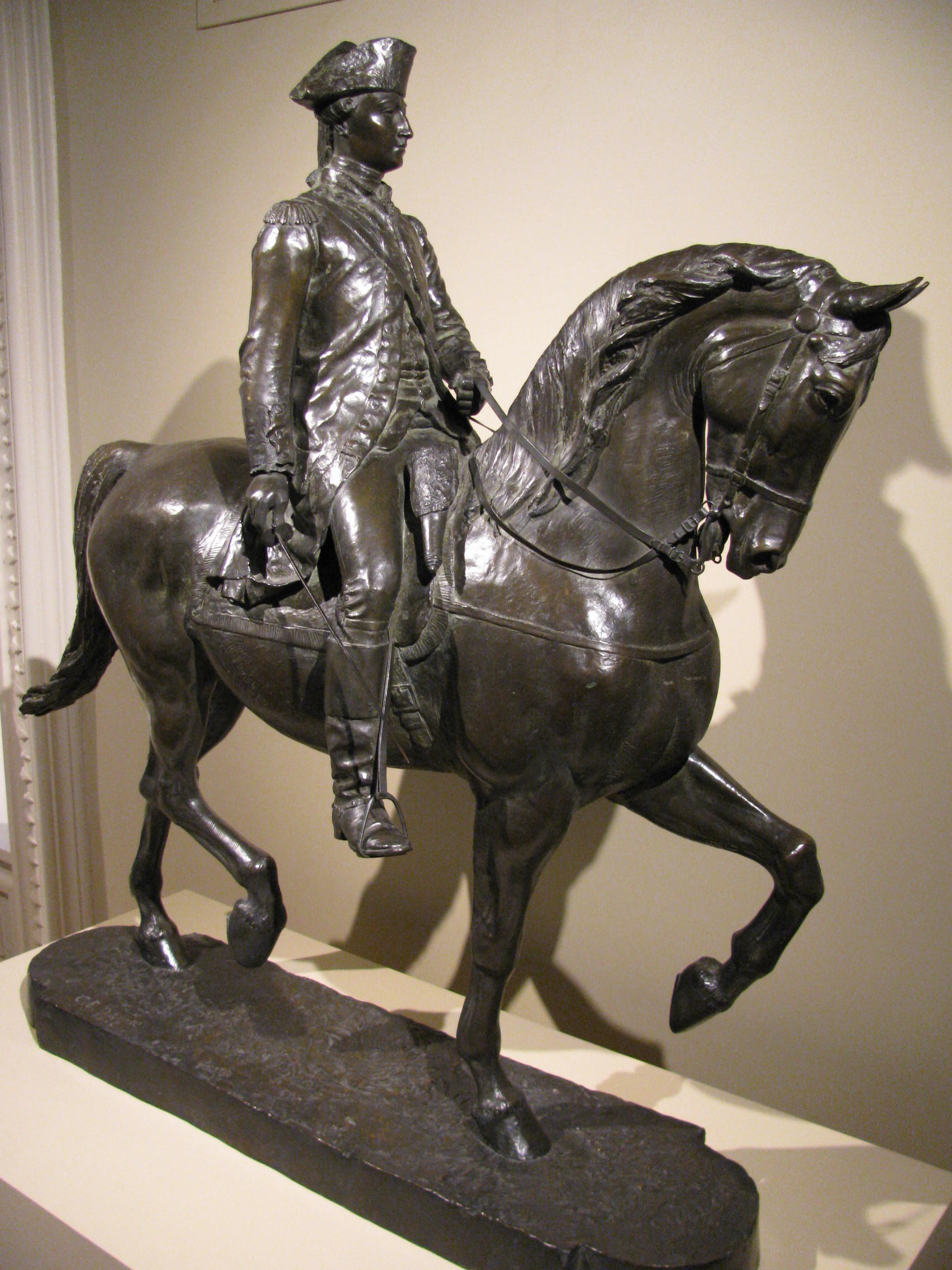
라파예트 (by Cyrus Edwin Dallin 1889)

### 프랑스로의 귀환
1779년 2월, 라파예트는 파리로 돌아왔다. 국왕의 명령을 어기고 미국으로 떠난 죄목으로, 그는 2주간 집에서의 근신 처분을 받았다. 그럼에도 불구하고, 그의 귀환은 기쁜 소식이었다. 벤자민 프랭클린의 손자는 그에게 대륙 의회의 주문으로 제작된 4,800 리브르 상당의 금 세공 도검을 선물하였고, 국왕은 그에게 입궁을 명령하였다. 루이 16세는 영국에 대한 공격 제안에 즐거워했고, 그의 지위를 용기병으로 복귀시켰다. 라파예트는 자신의 지위를 통해 미국을 위해 더 많은 프랑스의 원조를 얻어낼 로비를 할 수 있었다. 프랭클린과 함께, 라파예트는 롱샴보 장군의 지휘하는 6,000 명의 군사를 확보할 수 있었다.
라파예트는 아드린느가 아들을 낳았고, 조지 워싱턴 라파예트라고 이름을 지었다는 사실을 알게된다. 그의 아들이 태어난 뒤, 그는 미국 독립 전쟁을 위해 프랑스로부터의 추가적인 원조를 얻어내기 위해 박차를 가하며, 새 전투복을 구입하였고, 함대의 출항 준비를 했다. 미국으로 다시 떠나기 전에, 라파예트와 프랑스군은 조지 워싱턴의 지휘 아래 임무를 수행할 것을 결정한다. 1780년 3월, 라파예트는 자신의 재산을 아드린느와 재산관리인에게 맡기고 허마이어니 호를 타고 프랑스를 떠났다. 4월 28일, 보스턴에 도착하였고, 5,500명의 병사와 5개의 프리깃함으로 이루어진 프랑스 원군을 확보했다는 소식을 조지 워싱턴에게 전하였다.

### 버지니아, 요크타운

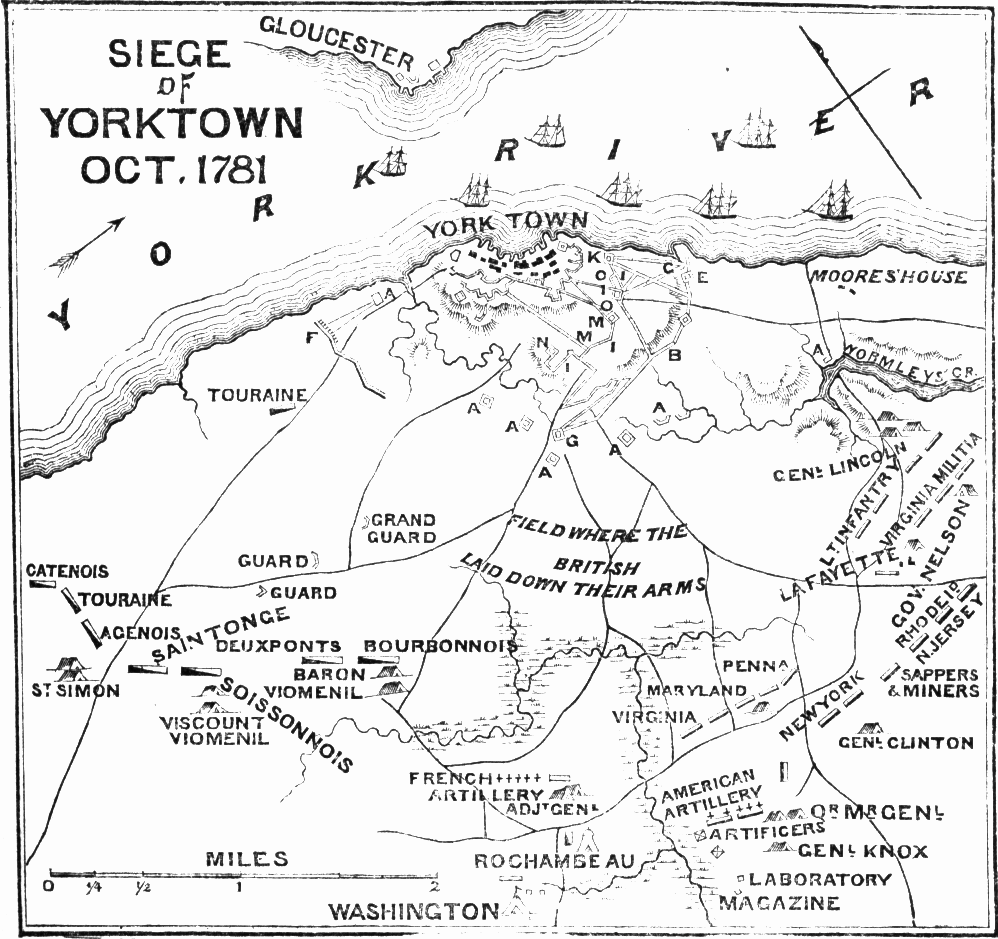
요크타운 전투의 주요 거점도

1780년 5월, 라파예트는 미국으로 돌아왔다. 8월에 이르러 그는 경장갑 2개 연대를 지휘하여 뉴욕 북부의 하이랜즈에서 작전을 수행하였다. 각 연대의 전 지휘관은 본래 각각 에노흐 푸어와 에드워드 핸드였고, 해산되었다가 라파예트에게 값진 전장 지휘 경험을 쌓을 수 있게 해주었다.
1781년, 조지 워싱턴은 라파예트에게 뉴 잉글랜드와 뉴 저지 출신의 세 경장갑 부대를 맡도록 하였다. 각각 1,200 명 정도의 보병 부대였다. 이들을 지휘하여 스투벤을 대신하여 베네틱트 아르놀드에 맞서 버지니아를 지키는 임무를 맡았다. 라파예트는 리치몬드에서 그를 저지하려는 콘월리스의 공격을 잘 회피하였다. 그해 6월, 콘월리스는 런던으로부터 체서피크 만으로 나아가 필라델피아로부터 방어할 수 있는 요새를 구축하라는 명령을 받고, 영국군을 요크타운으로 행군시켰다. 라파예트는 웨인 장군의 부대를 추가로 지휘하게 되었다. 병사들이 탈영하는 사태가 발생하자, 웨인 장군은 6명의 병사를 탈영 혐의로 사형시켰다. 라파예트는 병사들에게 앞으로 큰 위험이 있으니 원하는 자에게는 군복무에서 벗어날 수 있게 해주겠다고 말했다. 라파예트의 병사들은 전원 라파예트를 따르겠다고 말했다.
같은 해 7월 4일, 영국군은 버지니아 윌리엄스버그를 떠나 제임스 강을 건널 준비를 하였다. 강에 이르러, 콘월리스는 선발부대만을 도하시켰는데, 이는 강을 건너는 척하면서 라파예트가 공격하면 바로 대응하기 위해서였다. 7월 6일, 라파예트는 웨인에게 명령을 내려 대략 800명의 병사들로 영국군을 공격하였다. 웨인은 수없이 많은 영국군들에게 포위당했다는 사실을 깨달았고, 퇴각하는 대신 총검 돌격을 지시하였다. 이러한 공격으로 미국군은 후퇴할 시간을 벌 수 있었고, 라파예트는 전열을 꾸려 퇴각하였다. 영국군은 추격하지 않았다. 이는 콘월리스의 승리였으나, 미국군 또한 자신의 용감한 행위로 인해 사기가 높았다.
8월, 콘월리스는 요크타운에 부대를 진주시켰고, 라파예트는 말베른 힐에 숙영지를 꾸렸다. 그 위치는 육로의 거점이었고, 프랑스 함대로 체서피크 만을 제압한다면 영국군을 완전히 가둘 수 있었다. 1781년 9월 14일, 워싱턴의 부대가 도착했다. 9월 28일, 프랑스 함대가 만을 봉쇄하였고, 육해상에서 일제히 요크타운을 공격하였다. 알렉산더 해밀턴의 부대가 제 10 보루로 돌격하였고, 그와 연계하여 라파예트는 미국군 우측을 맡아 제 9 보루를 점령하였다. 영국군은 반격에 실패하였다. 1781년 10월 19일, 콘월리스는 항복한다.

## 프랑스로 복귀 및 미국 재방문
1781년, 라파예트는 프랑스로 돌아갔다. 그는 영웅으로 환대받았으며 1782년 1월 22일 베르사유 궁전을 방문하였다. 그는 딸의 탄생을 지켜보았으며, 토머스 제퍼슨의 충고에 따라 마리 앙트와네트 비지르니에라고 이름을 지었다. 그는 준장(maréchal de camp)으로 승진하였다. 라파예트는 웨스트 인디애나 지방으로의 프랑스-에스파냐 연합 탐험대를 준비하였으나, 1783년 1월 20일, 미국과 영국 사이의 프랑스 강화 조약으로 인해 탐험 계획은 무산되었다.
프랑스에서 라파예트는 토머스 제퍼슨과 함께 프랑스와 미국간의 무역 조약을 체결하는 일을 하였다. 이 협상은 프랑스에 대한 미국의 빚을 줄이고 담배와 고래기름을 제공할 것에 대한 서약들로 이루어졌다. 그는 "흑인들의 친구 협회"에 가입했다. 이는 노예 무역을 금지하고, 그들에게 동등한 권리를 줄 것을 호소하는 폐지론자들의 단체였다. 1783년, 노예 해방 및 그들을 소작농으로 살아가게 할 것을 주장하였다. 조지 워싱턴이 불만을 가지긴 했지만, 라파예트는 카옌에 "La Belle Gabrielle"라는 플랜테이션을 짓고 흑인 해방 및 흑인 교육을 시도를 하였다.

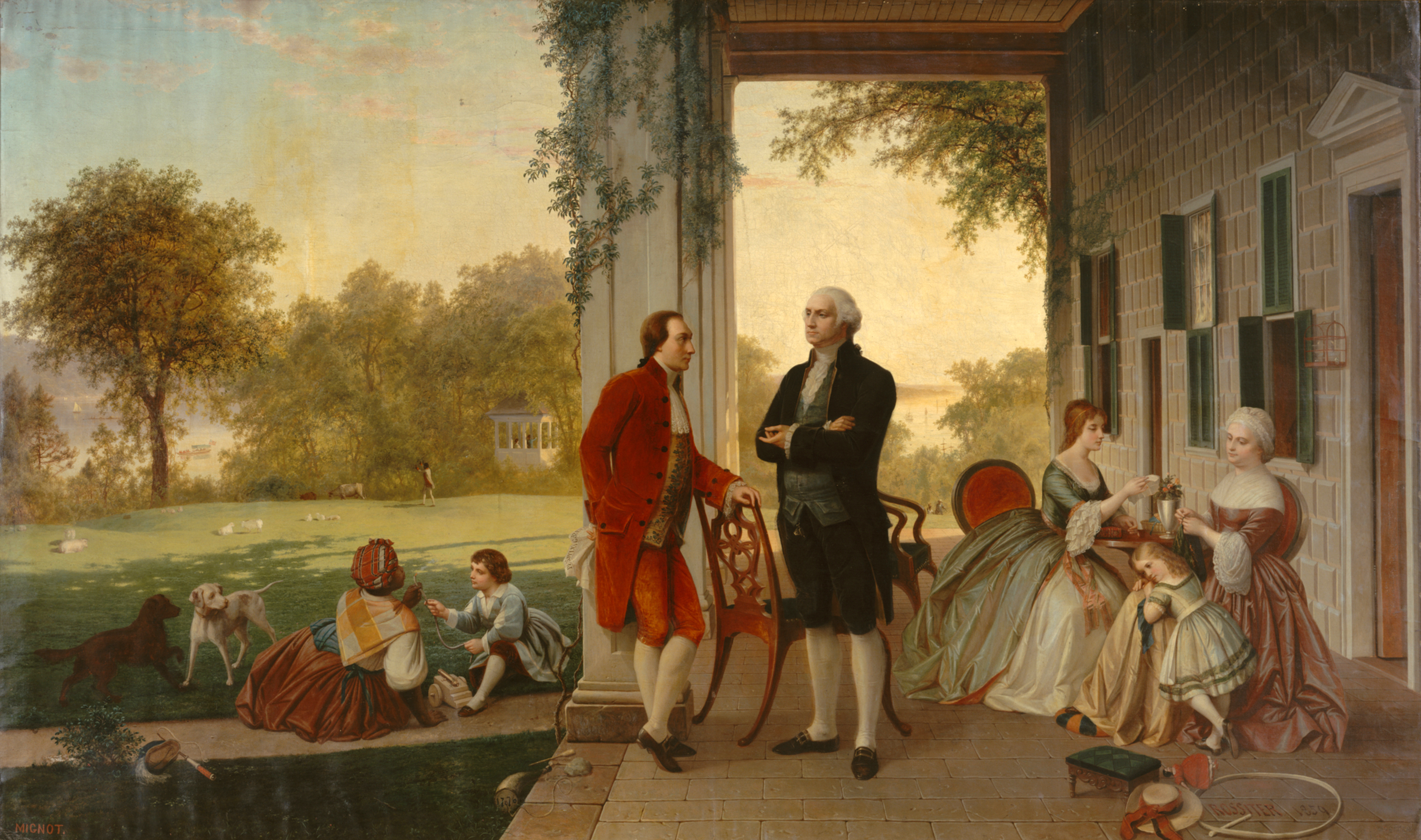
마운트 베르논에서의 라파예트와 워싱턴, 1784년작

1784년, 라파예트는 아메리카를 재방문하여 조지아를 제외한 모든 주를 다 돌아본다. 8월 17일, 여행 중간에 버지니아 마운트 베르논에 위치한 조지 워싱턴의 농장도 방문했는데, 그곳에서 라파예트는 미 하원에게 인류의 자유를 외치고 노예 해방을 설득하는 연설을 하였다. 라파예트는 연방 구성안에 대해 펜실베니아 주 의회를 지지했고, 뉴욕의 모흐크 계곡을 방문하여 이로퀴이 족과 정전 교섭도 진행하였다. 그들 중 일부는 1778년에 라파예트와 만난 적도 있었다. 라파예트는 하버드에서 명예 직위도 수여받았다. 보스턴에서는 워싱턴의 초상화를, 버지니아에서는 워싱턴의 반신상을 받았다. 메릴랜드주 의회에서는 그를 칭송하였으며, 시민권을 주었다. 추후 미 연방 헌법을 비준했을 때, 이로 인해 그는 미국 시민권이 수여된다. 훗날 그는 프랑스 시민권이 존재하기도 전에 미국 시민권을 먼저 받았노라고 재밌어하곤 했다. 커네티컷, 메사추세츠, 그리고 버지니아도 그에게 시민권을 주었다.
프랑스에 돌아온 후, 아글라예 듀놀스타인 자작 부인(comtesse Aglaé d'Hunolstein)과 불륜 관계를 가진다. 1783년 3월 27일, 그녀의 가족의 반대로 그는 관계를 정리했다. 또한 그는 시미안느 부인(Madame de Simiane)과도 관계를 가진다. 라파예트의 아내가 이러한 두 차례의 간통 사건들을 알고 있었는지에 대해 학자들은 의견이 분분하다. 라파예트의 적들은 그에 대한 여러 험담을 하곤 했었다.
이후 몇 년 동안, 라파예트는 "라파예트 호텔"에서 주로 활동하였다. 이는 파리에 위치한 미국 본부였다. 벤자민 프랭클린, 존 재이와 그녀의 아내 사라 리빙스턴, 존 아담스와 그녀의 아내 아비게일 그리고 기타 자유주의자들이 매주 월요일 마다 서로 가족 단위로 모여 식사를 함께하며 만나는 곳이었다.

## 프랑스 혁명

### 귀족 의회와 삼부회

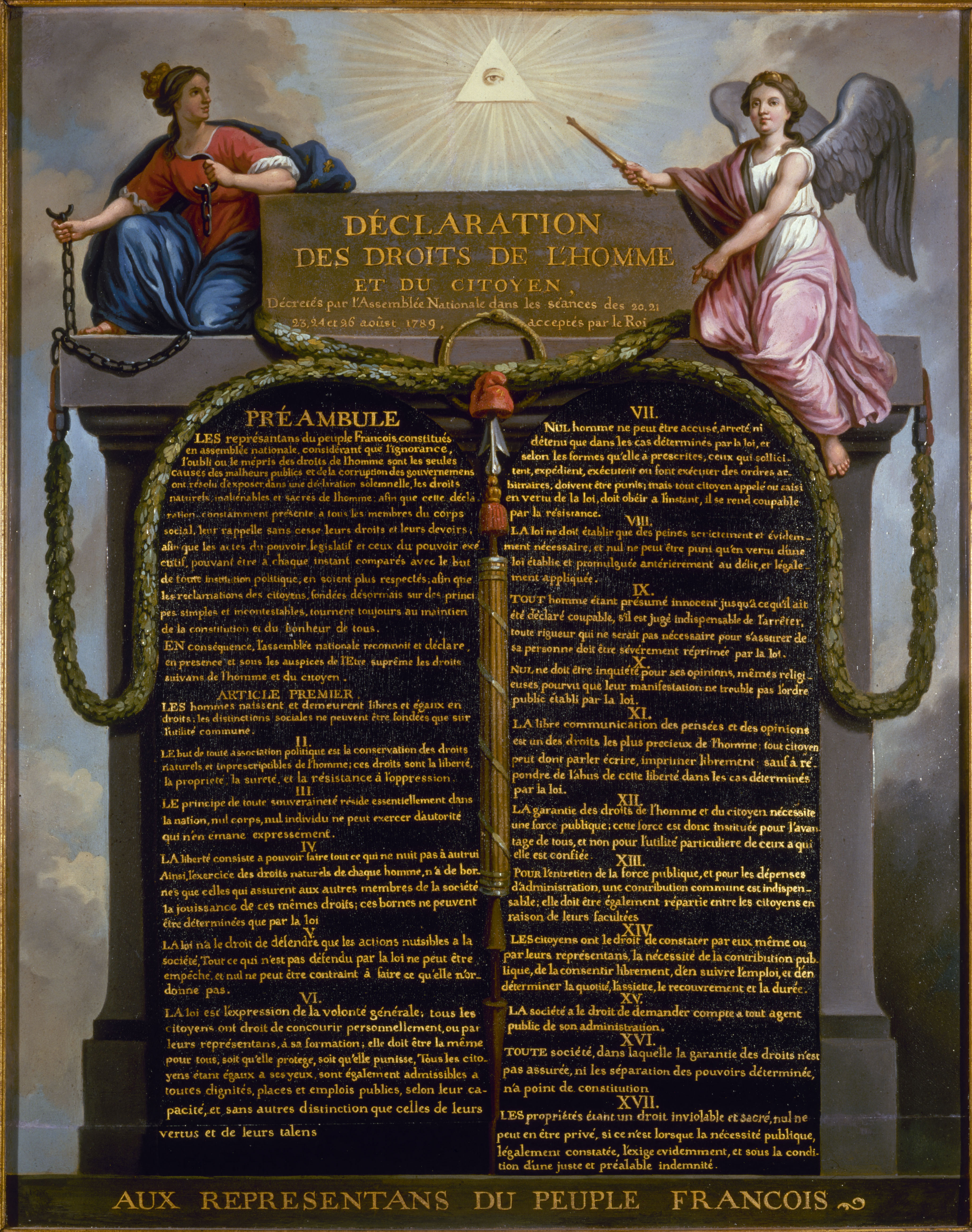
삼부회에서 라파예트에 의헤 제시된 "프랑스 시민 인권 선언"

1786년, 프랑스 국왕 루이 16세는 프랑스 재정 문제로 인해 귀족 회의를 수집한다. 1786년 12월 29일, 국왕은 다르토이즈 백작 사단의 적임자로 라파예트를 임명하였다. 의회에서 최초로 행한 연설에서, 라파예트는 불필요한 국가 부동산 및 궁정인들들과 같이 쓸모없는 예산을 처분하여 지출을 최소화하자고 제시하였고, 라파예트 자신에 의해 승인되었다. 그는 사회의 모든 계급을 대표하는 "진정한 국가 회의"를 주창하였다. 프랑스에서 이는 성직자, 귀족 그리고 평민이다. 1788년 8월 8일, 국왕은 다음해에 삼부회를 여는 것을 승인하고, 라파예트는 리옹의 귀족 계급의 대표로 선출된다.
1789년 5월 5일, 삼부회가 소집되었다. 회의 시작부터 투표를 머릿수에 따라 할 것인지 아니면 재산 보유량에 따라 할 것인지에 대해 논쟁이 있었는데, 만약 재산 보유량에 따라 투표하게 된다면, 귀족과 성직자가 평민보다 우위에 있었다. 그리고 만약 머릿수에 따라 투표를 한다면 평민이 압도하게 된다. 라파예트는 회의 시작 전에 재산 보유량이 아니라 머릿수에 따른 투표를 주장하였다. 그는 "목마른자들의 위원회" 소속이었다. 6월 1일, 논쟁이 고착되자 평민 신분은 따로 회의를 할 것을 요청하였고, 많은 성직자 대표들과 몇몇 귀족 대표들이 따랐다. 17일, 그들은 이를 국가 회의라고 지칭한다. 3일 뒤, 그 회의장으로 통하는 문이 잠기자, 그들은 테니스코트로 이동한다. 그리고 헌법이 정립되기 전까지는 절대 흩어지지 않겠노라고 맹세했다. 이를 테니스 코트의 서약이라 한다. 라파예트 및 46명은 국가 회의에 참가했으며, 6월 27일 다른 사람들도 그들을 따랐다. 1789년 7월 11일, 라파예트는 프랑스 시민권 및 인권 선언의 초안을 작성하였다. 다음날, 프랑스 재정국장 자크 네케르가 해고되자, 카미유 데물랭이 시민을 무장시켰다. 국왕은 왕실 근위대로 파리를 에워싸게 했다. 7월 13일, 바스티유 감옥이 점령당하자 의회는 라파예트를 부의장으로 선출하였다.

## 참고 자료
- Adams, William Howard (1997). The Paris years of Thomas Jefferson. Yale University Press. ISBN 978-0-300-08261-6.
- d'Agrain, Charles (1797). Captivité de la Fayette. Héroïde, avec figures, et des Notes historiques, non-encore connues du Public, sur les Illustres Prisonniers d'Olmutz, en Moravie.[깨진 링크(과거 내용 찾기)]
- Andress, David (2006). French Revolution and the people. Continuum International Publishing Group. ISBN 978-1-85285-540-6.
- Andress, David (2006). The Terror: The Merciless War for Freedom in Revolutionary France. Macmillan. ISBN 978-0-374-27341-5.
- An Officer in the Late Army (1825). A Complete History of the Marquis de Lafayette: Major-General in the American Army in the War of the Revolution. Columbus, Ohio: J. & H. Miller.
- de Chateaubriand, François (2007). Mémoires d’outre-tombe. A. S. Kline.
- Broadwell, William (2009년 12월). Outlines of the Life of General Lafayette; With an Account of the French Revolution of 1830, Until the Choice of Louis Philip as King. ISBN 978-1-151-28353-5.
- Clary, David (2007). Adopted Son: Washington, Lafayette, and the Friendship that Saved the Revolution. New York, New York: Bantam Books. ISBN 978-0-553-80435-5.
- Cloquet, Jules; Isaiah Townsend (1835). Recollections of the Private Life of General Lafayette. Baldwin and Cradock.
- Crawford, Mary MacDermot (1907). Madame de Lafayette and Her Family. J. Pot & co.
- Crowdy, Terry; Patrice Courcelle (2004). French Revolutionary Infantry 1789–1802. Osprey Publishing. ISBN 978-1-84176-660-7. [깨진 링크(과거 내용 찾기)]
- Doyle, William (1990). Oxford history of the French Revolution 3판. Oxford: Oxford University Press. ISBN 978-0-19-285221-2.
- Fiske, John (1902). Essays, Historical, and Literary: Scenes and characters in American History. New York: Macmillan.
- Gaines, James R. (2007). For Liberty and Glory: Washington, La Fayette, and Their Revolutions. W.W. Norton & Co. ISBN 978-0-393-06138-3.
- Gerson, Noel B. (1976). Statue in Search of a Pedestal: a Biography of the Marquis de La Fayette. New York: Dodd, Mead & Company. ISBN 978-0-396-07341-3.
- Glatthaar, Joseph T.; James Kirby Martin (2007). Forgotten Allies, The Oneida Indians and the American Revolution. Macmillan Publishers. ISBN 978-0-8090-4600-3.
- Gottschalk, Louis (2007). Lafayette comes to America. Read Books. ISBN 978-1-4067-2793-7.
- Gottschalk, Louis (1939). A Lady in Waiting. Baltimore: Johns Hopkins Press.
- Gottschalk, Louis (1950). Lafayette: Between the American and the French Revolution (1783–1789). Chicago: University of Chicago Press.
- Greene, Francis Vinton (1911). The Revolutionary War and the Military History of the United States. New York: Charles Scribner's Sons.
- Grizzard, Frank (2002). George Washington: Biographical Companion. ABC-CLIO. ISBN 978-1-57607-082-6.
- Hirschfeld, Fritz (1997). George Washington and Slavery – A Documentary Portrayal. U.S.A.: University of Missouri Press. ISBN 978-0-8262-1135-4.
- Holbrook, Sabra (1977). Lafayette, Man in the Middle. Atheneum. ISBN 978-0-689-30585-6.
- Kaminsky, John (2005). A Necessary Evil?: Slavery and the Debate of the Constitution. Rowman & Littlefield. ISBN 978-0-945612-33-9.
- Lacretelle, Charles (1806). Précis historique de la Révolution française. Treuttel et Würtz.
- La Fayette Villaume Ducoudray Holstein, Henri (1824). Memoirs of Gilbert Motier La Fayette. Charles Wiley. 2008년 8월 11일에 확인함.
- de La Fuye, Maurice; Émile Albert Babeau (1956). The Apostle of Liberty: A Life of Lafayette. New York: Thomas Yoseloff, Inc. ISBN 978-0-8010-5555-3.
- Levasseur, August (2006). Lafayette in America. Alan Hoffman. Lafayette Press. ISBN 978-0-9787224-0-1.
- Leepson, Marc (2011). Lafayette: Lessons in Leadership From the Idealist General. Palgrave Macmillan. ISBN 978-0-230-10504-1.
- Loveland, Anne (1971). Emblem of Liberty: The Image of Lafayette in the American Mind. LSU Press. ISBN 978-0-8071-2462-8.
- Martin, David (2003). The Philadelphia Campaign. Da Capo Press. ISBN 978-0-306-81258-3.[깨진 링크(과거 내용 찾기)]
- Maurois, André (1961). Adrienne, the Life of the Marquise de La Fayette. McGraw-Hill.
- Du Motier Lafayette, Gilbert; George Washington (1837). Memoirs, Correspondence and Manuscripts of General Lafayette. William Alexander Duer. Saunders and Otley.
- Morris, Gouverneur (1888). The Diary and Letters of Gouverneur Morris. Volume I. Anne Cary Morris. C. Scribner's Sons.
- Morris, Gouverneur (1888). The Diary and Letters of Gouverneur Morris. Volume II. Anne Cary Morris. C. Scribner's Sons.
- Neely, Sylvia (2008). A Concise History of the French Revolution. Rowman & Littlefiel. ISBN 978-0-7425-3411-7.
- Palmer, Dave Richard (2006). George Washington and Benedict Arnold: A Tale of Two Patriots. Regnery Publishing. ISBN 978-1-59698-020-4.
- Payan, Gregory (2002). Marquis de Lafayette:French Hero of the American Revolution. The Rosen Publishing Group. ISBN 978-0-8239-5733-0.
- Spalding, Paul S. (2010). Lafayette: Prisoner of State. University of South Carolina Press. ISBN 978-1-57003-911-9.
- Thiers, M. A.; Frederic Shoberl (1846). The History of the French Revolution 1 3판. London: Richard Bentley.
- Tower, Charlemagne (1894). The Marquis de La Fayette in the American Revolution. J.B. Lippincott Company.
- Tuckerman, Bayard (1889). Life of General Lafayette: With a Critical Estimate of His Character and Public Acts. Dodd, Mead.
- Unger, Harlow Giles (2002). Lafayette. Hoboken, New Jersey: John Wiley & Sons. ISBN 978-0-471-39432-7.
- Wright, Constance (1959). Madame de Lafayette. New York: Holt, Rhinehart, and Winston. LOC 59-6675.